# Kogel-mogel

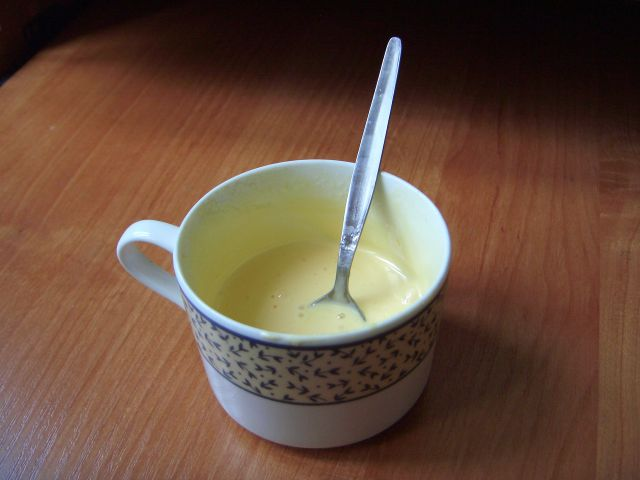
Kogel-mogel

Kogel-mogel – prosty deser z surowych żółtek jaj utartych z cukrem. Niekiedy do masy z żółtek i cukru dodawane są także białka ubite na pianę. Bywa wzbogacany dodatkiem miodu, rumu, bitej śmietany, kakao, rodzynek lub soku z cytryny.
Jako deser pojawił się w Polsce w XVII wieku. Jego receptura jest prawdopodobnie pochodzenia żydowskiego. Dawniej (XIX–XX w.) znany jako ulubiony przysmak dzieci o znacznej wartości odżywczej. 
W Niemczech nosi zwykle nazwę Zuckerei (regionalnie także Goggelmoggel), w Rosji – gogol-mogol (ros. го́голь-мо́голь), a w jidysz – ‏גאָגל־מאָגל‎ (gogl-mogl).
W przenośni określenie to oznacza zamieszanie, rozgardiasz, zamęt, a także kłopotliwą sytuację.